# 国際学生証

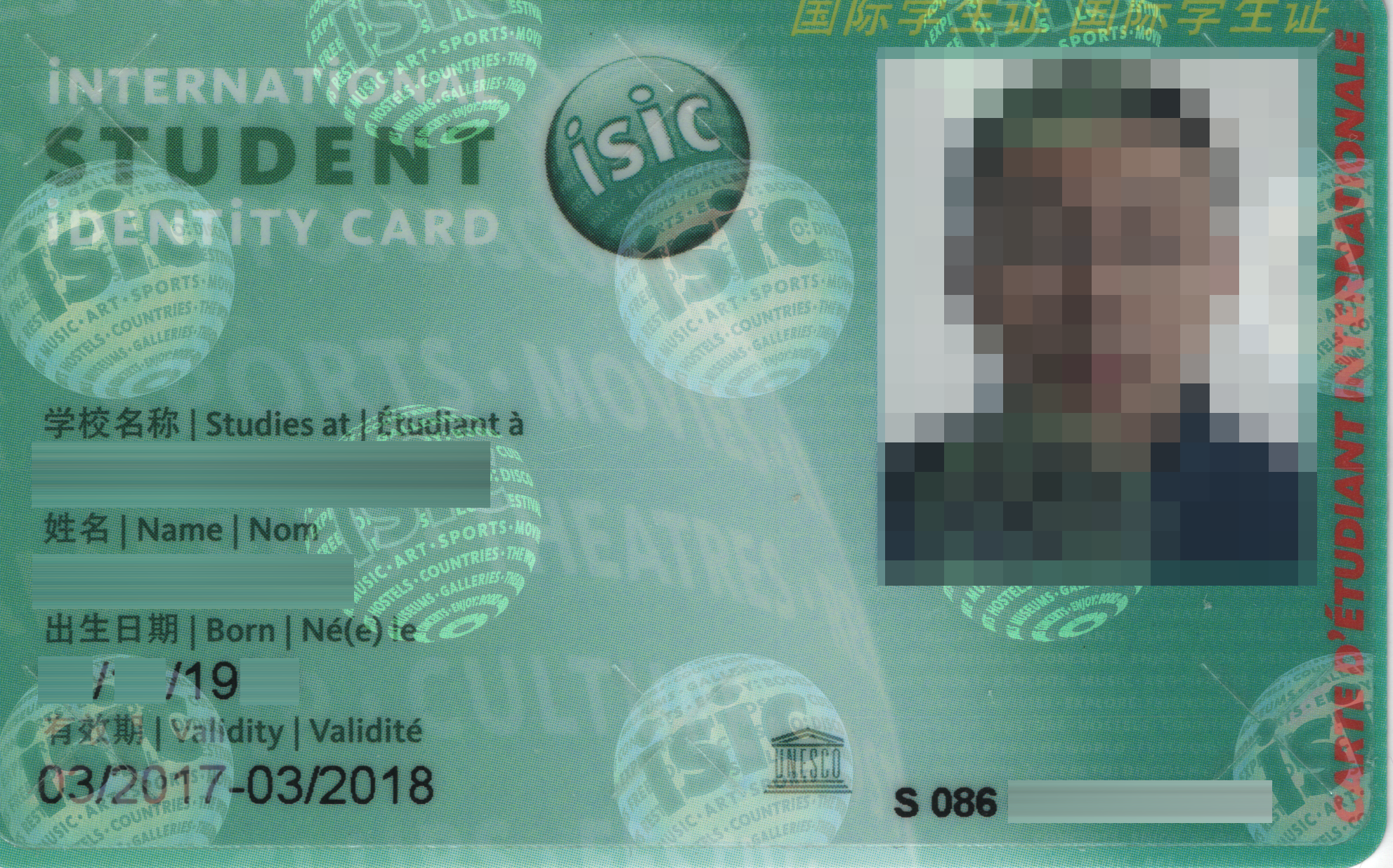
中国で発行された国際学生証（2017年）

国際学生証（こくさいがくせいしょう、ISICカード、英語: International Student Identity Card）は「ISIC協会の定義するフルタイム課程の学生」である事を証明し、この事により各種優待を受ける事ができるカードであり、旅行や保険、その他にも色々なグッズやサービスにおいて割引や特典を提供している。
ISIC協会はIYTC（国際青年証）とITIC（国際教員証）も発行している。国によって会員費が異なり、日本では2023年10月現在2,200JPY、アメリカ合衆国では25USDである。
ISICカード(国際学生証)は世界共通である。資格を満たした正規な学生にしか発行されていない。ISICカード所持者は学生であることを世界中に証明できる。ISICカードはISIC協会によって運営されており、ISIC協会の目的は異文化相互理解を向上させることと、教育機会を増やすことである。ISICカードは現在133ヶ国で発行されている。

## ISIC協会
ISICカードを管理し、経営しているISIC協会はデンマークにて法律にのっとって登録された非営利団体である。
協会会員は各国内・地域内でのISICカード発行、促進や発展に必須な独占的実施権を取得した組織体である。この組織体が「ISIC特許権者」として言及されている。特許権者という呼び方は学生旅行団体、学生生活協同組合とISICカードの発展を専用する組織体を含めている。
ISICカードは国際的なレベルでセルビアのベオグラードにある、ISICサービスオフィス（ISO）によって運営されている。ISOはISIC協会が全て所有している。

## ISIC沿革

### ISIC創設
第二次世界大戦と冷戦後、欧米諸国は相互連携とファシズム復活の阻止に注力をしてきた。この時期、多くの学生団体や組織が設立され、国際間の連携を通して和平活動をしていた。その中の学生団体のひとつが1953年にコペンハーゲンで三回目の国際学生会議（ISC）を開いた。ISCには全国学生組合やデンマークのCOSEC等の学生団体が参加した。
当時に参加していた学生団体が旅行特典向けの統一された身分証明書を成立することを決意した。これは史料上初めての言及である。当時ISIC代表は学生旅行会議（ISTC）の代表もしていた。
国際学生第四会議の際に、三回目の国際学生会議で下した決断に従い、欧州評議会の調査に基づいたドキュメントがCOSECの協力を得たノルウェーとオランダの学生協会によって提案された。このドキュメントは国際学生証の作成が旅行する学生に良いという結論だった。これらの学生団体によって「早期にできるだけ多くの国で通用する国際学生証を作ろう」という決断が下された。国際学生証であるISICカードが作るという決断は、学生や若者が旅を通じて異文化に触れ理解を深める機会を増やすという視点の基に成り立っていた。この理念は今もISICカードに根付いている。
ISCTによって運営されていた旅行支援委員会が最初のISICカードを発行した。初年は31か国で5万6千枚のカードが発行された。

### 1968年、ユネスコによる推奨
国際連合教育科学文化機関（ユネスコ）は1955年に国際学生証と関わり始めた。それ以前からユネスコは旅や教育、そして異文化交流の促進を進めていたため、国際学生証と同様の理念を持っていた。1968年以来ユネスコはISICカードを唯一国際的に認められている正規の学生のための身分証として推奨している。また国際学生証としてだけではなく、異文化交流の促進と国際理解を深めるためのユニークな書類であると認識している。ユネスコが推奨している証として、全てのISICカードにはユネスコのロゴがある。

### 国連世界観光機関(UNWTO)
2013年10月にISIC協会が国連世界観光機関から公式に推奨を受けた。

### ISIC　焦点の変化：旅からライフスタイルまで
今世紀に入り、国際学生証は旅に役立つ身分書類から更に進化した。この背景には世界経済の衰退から格安航空券の台頭、インターネットの普及により航空券の予約が容易になったことがある。2001年以前までISICカードは旅先で割引などを利用できる学生身分書類であったが、国際学生証が日々の学生生活でも活用できるよう利用範囲を広げてきた。学生が国際学生証を日常生活でも利用できることによって利用価値が更に高まった 

## ISICの概要
| ISIC (アイジック)    | International Student Identity Card（国際学生証）                                                                             |
| 創立                 | 1953年 |
| 運営組織             | ISICカードは非営利団体ISIC協会によって運営されている。                                                                        |
| カード年間発行枚数   | 毎年500万枚以上のカードが世界中で発行されている。                                                                             |
| カードを申請できる人 | 正規の学生（政府認証の学位(degree)または卒業証書(diploma)を取得できる高等教育機関で週15時間以上、年12週間以上在籍している人） |
| 年齢制限             | 12歳以上の人。年令上限は設けていない。                                                                                        |
| 有効期限             | ISICカードは発行より1年間有効である                                                                                           |

## ISICカード分配
ISIC特許権者は各国でISICカード発行のグローバルなネットワークを作り上げている。ISICカードは130ヶ国で発行されている。各国では、特許権者が、ISIC所持者向けの現地と国内の割引・サービス一覧のマネジメントや増加を含め、ISICカードの分配、促進と発展を独占的に担当している。

## ISICの現在の在り方
ISICカードは発行より1年間有効である。日本では2021年12月よりオンライン申請によるバーチャルカードの発行のみとなっている。2021年12月よりバーチャルカード：2,200円（税込）である。ISICカードは各国によって小売販売値段が異なっている。カード一枚の値段はその国の経済発展度とその国の市場におけるISICの価値によって決められたものである。

## 銀行・大学提携ISICカード
ISICカードは銀行カード、また大学の学生証と組み合わせることができる。現在102点の銀行と839校の大学がISIC提携カードを利用している。

## 国際学生証の適用
国際学生証は各国の政府や教育・観光関連の省庁、その他学術機関、学生団体といった地域的から国際的な組織、機関に至るまで学生の身分を公式に保証するために承認されている。
国際連合教育科学文化機関 (UNESCO)も1968年から国際学生証を文化的な交流や国際的な理解を推進するための唯一の証明として承認している。

### 国際学生証を承認している団体
- AIESEC [3]
- アンデス共同体 [4]
- 国際薬剤師・薬学連合 [5]
- ELSA [6]
- ヨーロッパ学生連盟 [7][8][9][10][11][12][13]
- 欧州法学生協会（英語版） (ELSA) [14]
- ヨーロピアンユースカード連盟 (EYCA) [15]
- 世界青年学生教育旅行連盟 (WYSETC) [16]
- 国際連合教育科学文化機関 [17][18][19]
- 世界貯蓄銀行協会 (WSBI) [20]
- European Commission, Youth on the Move Project [21]

### 戦略的なグローバルパートナーシップ
また、国際的企業との提携により国際学生証所持者は値引きやサービスを受けられたり、国際的な学生コミュニティへ国際学生証の所持を増加させられるようになっている。グローバルパートナーは以下の通り:
- アコーホテルグループ
- イーアカデミー(e-academy)
- エデュケーション・ファースト(Education First)
- マスターカード
- マイクロソフト
- エコノミスト(The Economist)

## ISICイベント
ISICイベントはISIC発行者、グローバルパートナーズ、推奨パートナーズ、学生自治会など国際学生コミュニティーとの関わりが強い団体向けの年中行事である。ISICイベントはISICサービスオフィス（ISO）によって調整され、運営されている。ISICイベントは毎年違う国にて行われている。
| 年   | 開催地                    |
| ---- | ------------------------- |
| 2011 | エストニア タリン         |
| 2012 | アメリカ合衆国 マイアミ   |
| 2013 | デンマーク コペンハーゲン |
| 2014 | 韓国 ソウル               |
| 2015 | セルビア ベオグラード     |
| 2016 | カナダ トロント           |
| 2017 | ドイツ ベルリン           |
| 2018 | 台湾 台北                 |
| 2019 | ギリシア テッサロニキ     |
| 2020 | 中止                      |
| 2021 | アラブ首長国連邦 ドバイ   |
| 2022 | セルビア ベオグラード     |
| 2023 | チェコ プラハ             |

## ISIC賞
ISIC賞が2011年にISIC協会によって導入された。ISIC賞は社会・経済・文化の障害を減らそうとする上、教育アクセスを上達させようとする組織体を承認し、これらに授与されている。ISIC協会はISICカードを通じて高度教育に貢献しようと思っている個人に支援と資料・資力を提供する。
ISIC賞の目的は既にある教育アクセスとイニシアチブを応援することである。ISIC賞の受賞者が世界中のISICカード発行所によって選ばれている。
NOMINeeはNGO、施設、協会でもあり、教育アクセスを積極的に向上させようとする活動を証明できる組織である。
 受賞者は教育アクセス向上に関する使命継続の支援として負担金を取得する。
以前の受賞者アイセックインターナショナル（AIESEC）（2011年）、国際大学協会（IAU）（2012年）、民族大学（2013年）、国際教育協会（2014年）、edX（2015年）となっている。

## 参照
1. ↑  異文化理解の改善、教育機会の拡大、国際的な学生生活の促進
2. ↑  UNESCO (2004), “UNESCO”, p8 http://portal.unesco.org/en/ev.php-URL_ID=22235&URL_DO=DO_TOPIC&URL_SECTION=201.html
3. ↑  AIESEC (2004), “AIESEC” http://www.aiesec.org/AIESEC rel="nofollow"
4. ↑  Community of Andean Nations (2004), “Endorsement with ISIC and the Community of Andean Nations”
5. ↑  International Pharmaceutical Federation (2009), “International Pharmaceutical Federation” https://extranet.isic.org/documents/10157/3a1224fa-c5f9-4fe6-932d-cf0981b9878b rel="nofollow"
6. ↑  ELSA (2009), “ELSA” https://extranet.isic.org/documents/10157/3a1224fa-c5f9-4fe6-932d-cf0981b9878b rel="nofollow"
7. ↑  European Students' Union (2011) “European Students' Union” http://www.esib.org/ rel="nofollow"
8. ↑  European Students' Union (2011) “Press Release with the endorsement with ISIC and the European Students' Union” http://www.esib.org/index.php/News/press-releases/674-european-students-union-and-the-international-student-identity-card-isic-join-forces.html%5B%5D rel="nofollow"
9. ↑  European Students' Union (2011) “Interview with the European Students' Union” http://www.youtube.com/watch?v=2sGi9-8cnnM rel="nofollow"
10. ↑  European Students' Union (2011) “Endorsement with ISIC and the European Students' Union” https://extranet.isic.org/documents/10157/a732db08-3189-4184-9744-3e419eb77da4%5B%5D rel="nofollow"
11. ↑  European Students' Union (2011) “Endorsement with ISIC and the European Students' Union” https://extranet.isic.org/documents/10157/c430d704-6224-4390-b62e-801eb8b57dd9%5B%5D rel="nofollow"
12. ↑  International Union of Students (2011) “Endorsement with ISIC and International Union of Students” http://ngo-db.unesco.org/r/or/en/1100000693 rel="nofollow"
13. ↑  European Council of Culture (2011) “Endorsement with ISIC and the European Students' Union” https://extranet.isic.org/documents/10157/93ed53d9-3faf-4b5e-a454-af2d143666f8 rel="nofollow"
14. ↑  European Law Students' Association (2011) “Endorsement with ISIC and the European Students' Union”
15. ↑  European Youth Card Association (EYCA) (2011) “Newsletter of EYCA” http://www.eyca.org/newsletter/read/10/eycatcher-spring-2011 rel="nofollow"
16. ↑  World Youth Student Education Travel Confederation (WYSETC) (2011) “Endorsement with ISIC and the European Students' Union”
17. ↑  UNESCO (2011) “UNESCO Directory of International Youth-led  Youth-serving Organisations” https://extranet.isic.org/documents/10157/c430d704-6224-4390-b62e-801eb8b57dd9%5B%5D rel="nofollow"
18. ↑  UNESCO (2011) “UNESCO Directory of International Youth-led  Youth-serving Organisations” http://www.unesco.org/new/fileadmin/MULTIMEDIA/HQ/SHS/pdf/repertoirefinal_ong.pdf  rel="nofollow"
19. ↑  UNESCO (2011) “UNESCO Directory of International Youth-led  Youth-serving Organisations” http://portal.unesco.org/shs/en/ev.php-URL_ID%3D11236%26URL_DO%3DDO_TOPIC%26URL_SECTION%3D201.html rel="nofollow"
20. ↑  WSBI (2011) “Memorandum of Understanding with WSBI” https://extranet.isic.org/documents/10157/f8850ec6-d185-4762-a30d-1221fe232241%5B%5D
21. ↑  European Commission, Youth on the Move Project“European Commission, Youth on the Move Project” http://www.eurocities.eu/Minisites/progress/inclusivecities/index.php?option=com_content&view=article&id=228:towards-the-youth-on-the-move-card&catid=12:main-news&Itemid=7 rel="nofollow"